# Arboretum Lussich

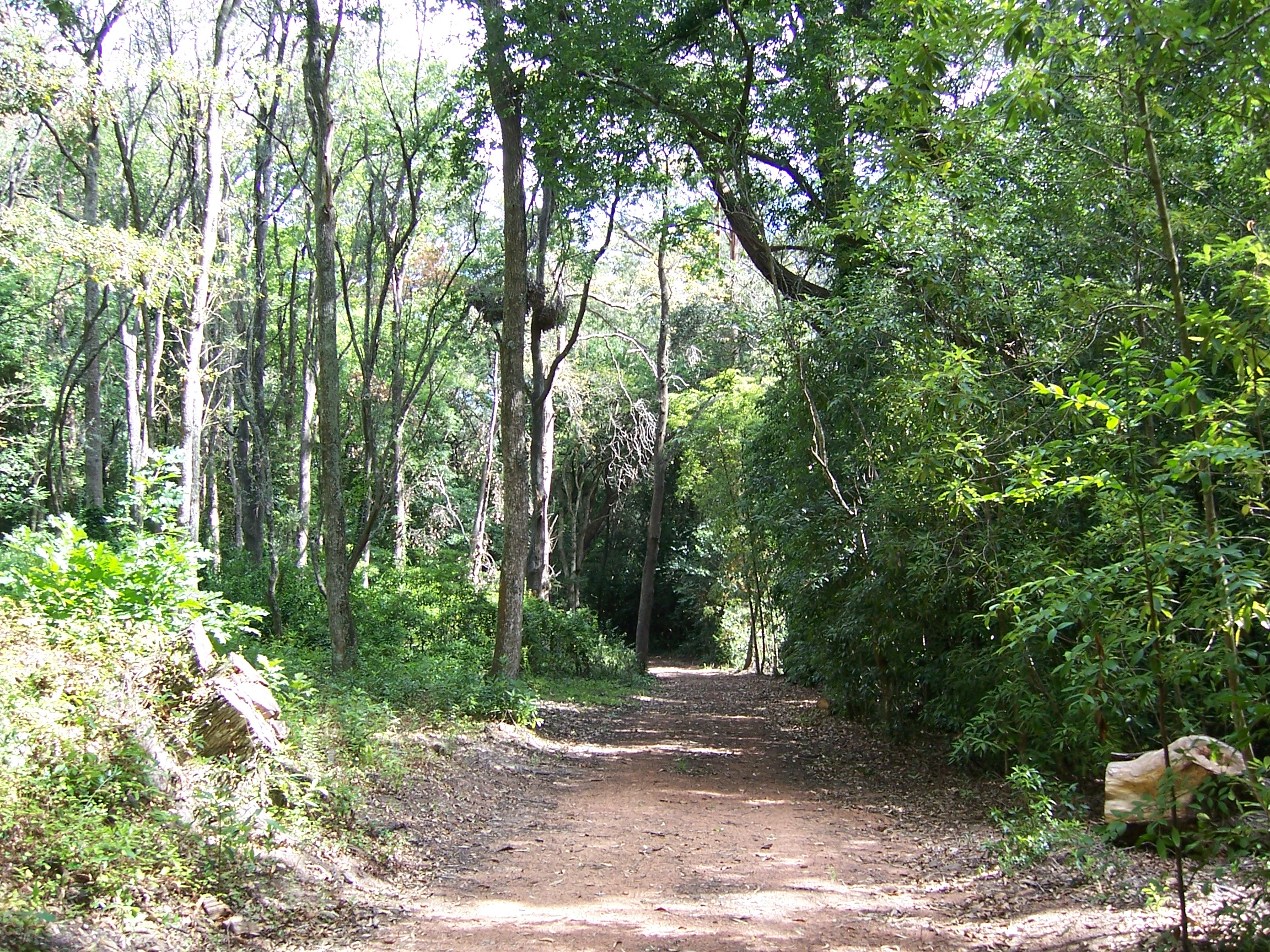
Detailansicht

Das Arboretum Lussich ist ein 192 ha großes Arboretum im Departamento Maldonado in Uruguay auf der Ostseite der Laguna del Sauce.
Das Arboretum Lussich befindet sich in der Sierra de la Ballena im Norden von Punta Ballena in einer Entfernung von 128 km von der Landeshauptstadt Montevideo und 15 km nordwestlich Punta del Este an der Ruta Interbalnearia und der Ruta 12 sowie der Nationalstraße 38. Die Gründung geht auf das Jahr 1895 zurück, als Antonio Lussich in der Gegend 1800 ha aufkaufte und mit Aufforstungen begann. Er kaufte weltweit Saatgut, Pflanzen und Bäume und pflanzte sie rund um sein Haus.
Ende 1979 wurden 182 ha dem Departamento Maldonado geschenkt und der Park für das Publikum geöffnet. Das Arboretum Lussich zählt zu den wichtigsten Einrichtungen seiner Art.

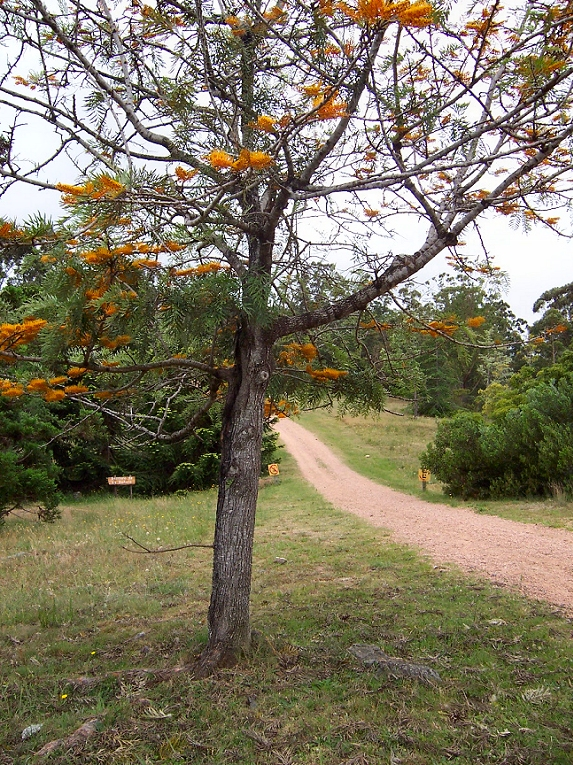
Arboretum Lussich
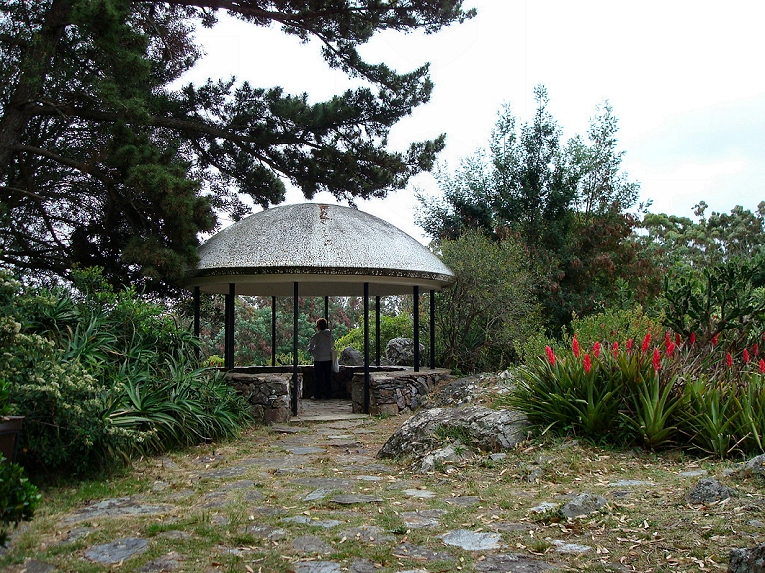
„Pavillon“ im Arboretum
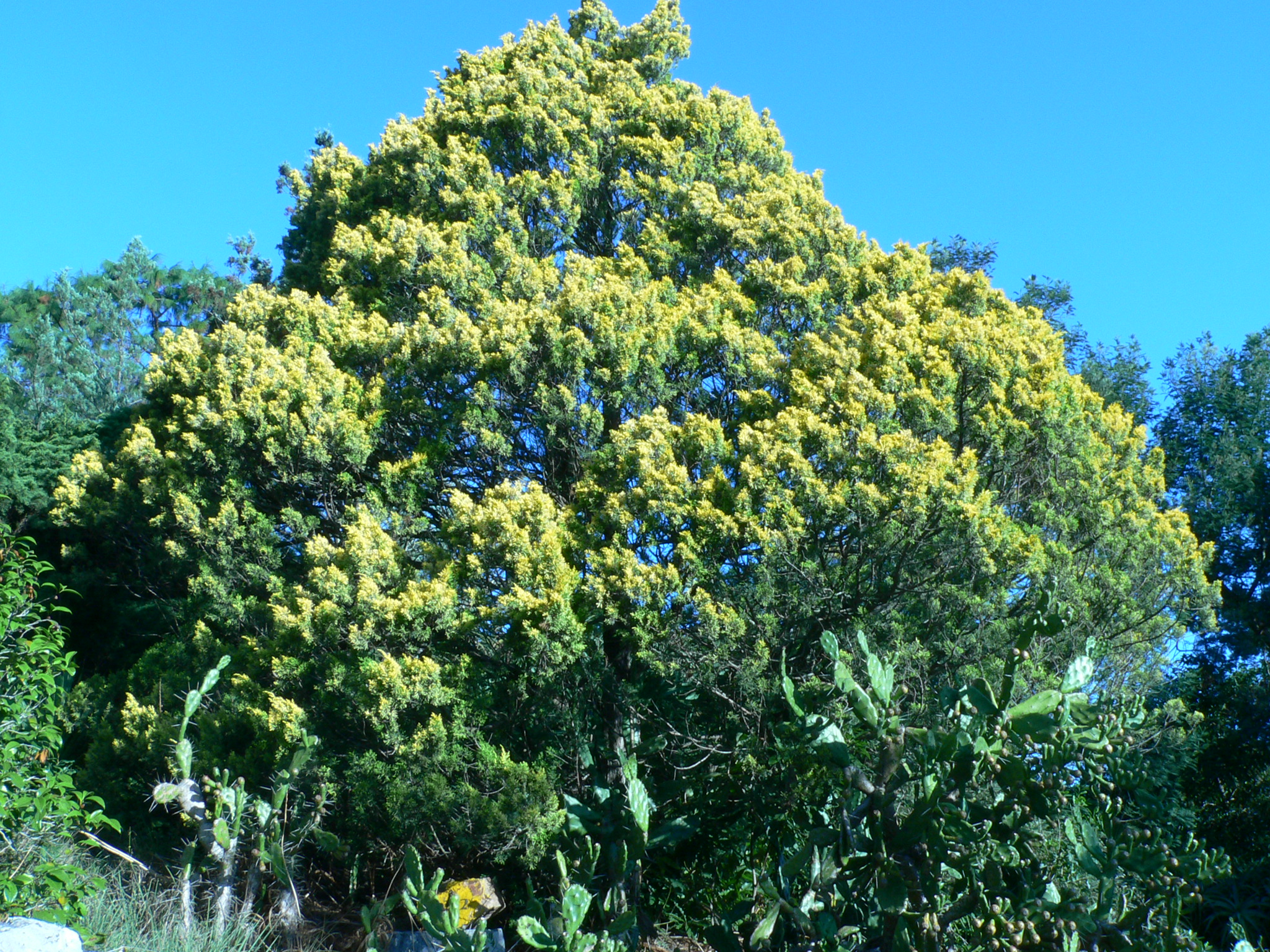
Chinesischer Wacholder (Juniperus chinensis)

## Bestand
Das Arboretum Lussich enthält 400 exotische Spezies und ungefähr 70 in Uruguay endemische.
Aus der Vielzahl der Bäume sind hervorzuheben:
- Tannen, 6 Spezies
- Akazien, 8 Spezies
- Zypressen, 9 Spezies
- Eukalypten, 45 Spezies
- Wacholder, 10 Spezies
- Kiefern, 20 Spezies
- Eichen, 16 Spezies
- Lebensbäume, 4 Spezies